# Возвратившийся Каин
«Возвратившийся Каин» (англ. Cain Rose Up) — рассказ американского писателя Стивена Кинга, впервые опубликованный в 1968 году в журнале «Ubris». В 1985 году вошёл в состав сборника «Команда скелетов».
Этот рассказ — одна из самых ранних работ Кинга, опубликованная в его авторских сборниках.

## Сюжет
Курт Гарриш (англ. Curt Garrish) — студент колледжа, живущий в одном из общежитий кампуса. В конце весеннего семестра он возвращается в свою комнату после особенно тяжёлого экзамена и разговаривает с парой своих сокурсников и помощником директора общежития, который советует ему заполнить форму о возмещении ущерба. Сосед Гарриша по комнате, неопрятный студент по прозвищу «Свин», уже уехал на семестр. Гарриш достаёт из своего шкафа карабин «магнум» 352 калибра и коробку с патронами. Во время подготовки карабина Гарриш  разговаривает с висящим на стене плакатом Хэмфри Богарта и рассказывает ему историю о Каине и Авеле, а затем открывает окно и открывает стрельбу — первый выстрел убивает симпатичную студентку-блондинку, следующие 2 выстрела убивают её родителей, последующие — в других студентов, пытающихся убежать. Услышавшие выстрелы его сосед Бейли и старший по этажу Роллинс (англ. Rollins) стучат к нему в дверь и пытаются до него докричаться, но Гарриш не обращает на них никакого внимания и, увидев студента, пытающегося спрятаться в кустах, нацеливает на него карабин и нажимает на спусковой крючок.

## Издания и переводы
Рассказ впервые был опубликован в весеннем выпуске литературного журнала Университета штата Мэн «Ubris» за 1968 год (вместе с рассказом «Здесь тоже водятся тигры», также вошедшим в сборник «Команда скелетов»).
На русский язык переводился несколько раз под разными названиями. В переводе О. Лежниной рассказ был опубликован в 1993 году под названием «Восставший Каин» (более точно отражающим английское название), в переводе О. Н. Рудавина 1996 года рассказ вышел под названием «Каникулы», и в 1998 году вышел перевод Д. Вебера под названием «Возвратившийся Каин».

## Экранизации
Готовятся к выходу как минимум три короткометражных фильма по мотивам «Возвратившегося Каина» режиссёров Джевена Дови (англ. Jeven Dovey), Роберта Ливингса (англ. Robert Livings), и Роберта Крэ (англ. Robert Kreh).